# دنی کالائوتی
دنی کالائوتی (انگلیسی: Dani Calautti؛ زادهٔ ۴ november ۱۹۹۱ (۳۳ سال)) بازیکن فوتبال اهل استرالیا است.